# Lithophanie

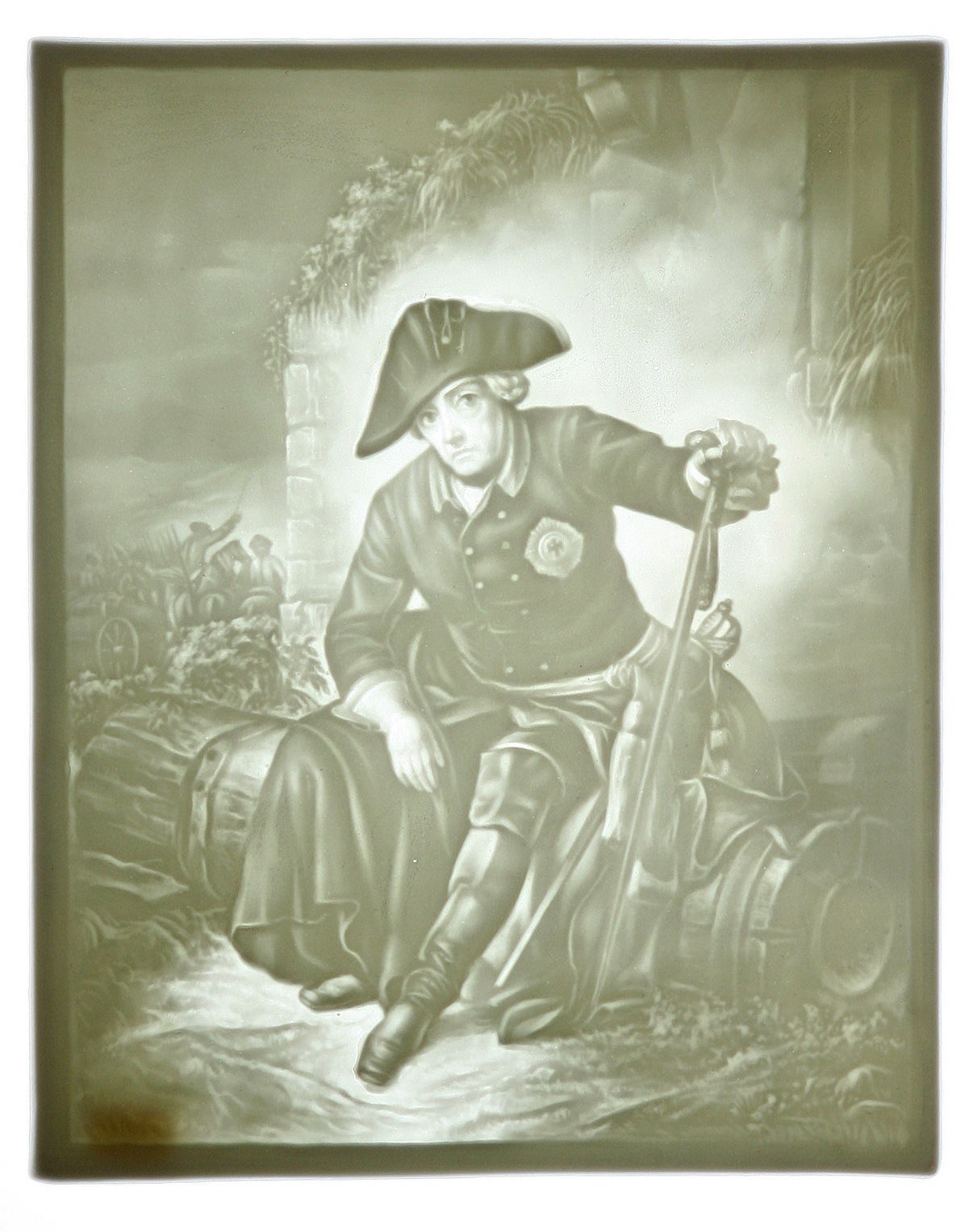
Lithophanie rétro-éclairée.

Une lithophanie est une œuvre gravée ou moulée en porcelaine très fine et translucide qui ne peut être vue clairement que rétro-éclairée par une source de lumière. Il s'agit d'une représentation ou une scène en intaille qui apparaît « en grisaille » (en niveaux de gris).
Une lithophanie présente une image en trois dimensions, complètement différente des gravures en deux dimensions et des daguerréotypes qui sont « à plat ». Les images modifient leurs caractéristiques en fonction de la source lumineuse derrière elles. Les scènes du panneau d'une lithophanie fixée à une fenêtre changent tout au long de la journée, selon la quantité de lumière du soleil. La source de lumière variable est ce qui rend les lithophanies plus intéressantes pour l'observateur que les images en deux dimensions.

## Historique
Si l'origine de la lithophanie est sans doute la manufacture royale de Prusse, c'est au baron Paul de Bourgoing qu'est attribuée cette invention,. C'est lui qui fait breveter, pour quinze ans, en 1827, une invention « pour des procédés de lithophanie ». Dans ce document de 12 pages, il décrit trois procédés de lithophanie : la « lithophanie translucide », la « lithophanie en clair-terni » et la « lithophanie en ombre adoucie ».

## Techniques
On exécute ces images par un procédé plastique et non par le dessin. Une plaque de verre est recouverte d'une couche de cire sur laquelle est modelé le sujet à reproduire, au moyen d'ébauchoirs de sculpteur. Les parties les plus ombrées sont représentées par la couche de cire la plus épaisse, les plus claires le sont par une couche très mince ou même par le verre seulement.
Dans son ouvrage L'Art des céramiques, Jacques G. Periffer précise que l'exécution fait appel à l'estampage d'une croûte dans un moule en deux demi-coquilles dont chacune porte le modelé d'une face de l'objet. Ce moule est fabriqué dans une matrice modelée en cire translucide selon une méthode proche de celle des sculpteurs médaillistes.

## Galerie

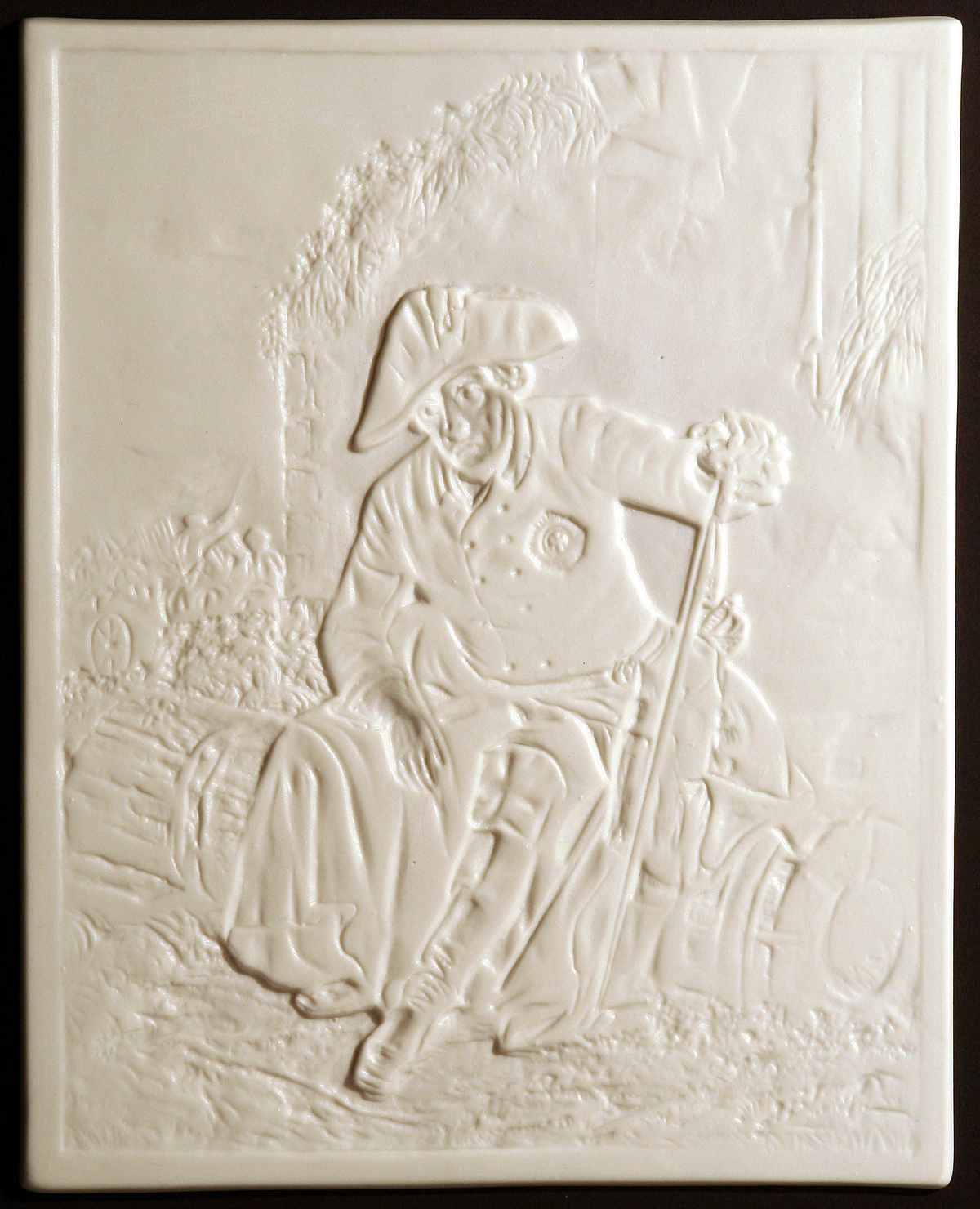
Visuel de Friedrich II non rétro-éclairée.
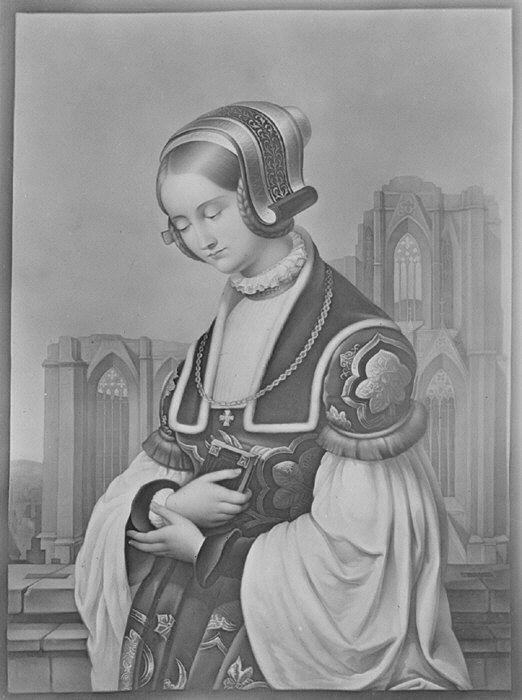
Lithophanie rétro-éclairée.
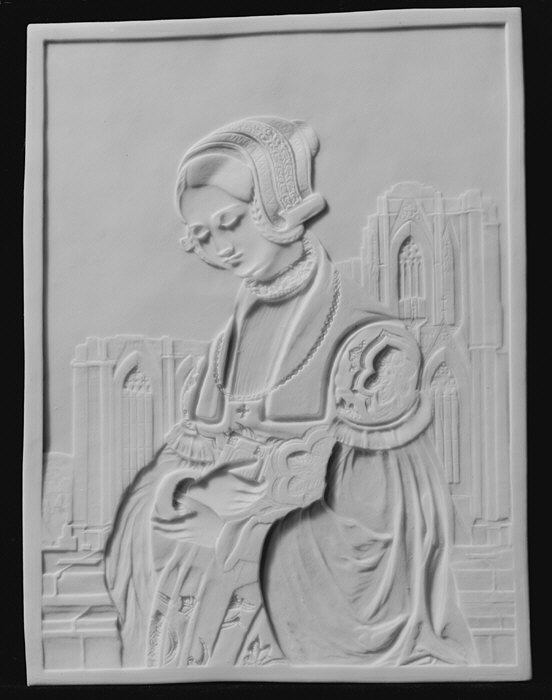
Lithophanie non rétro-éclairée.
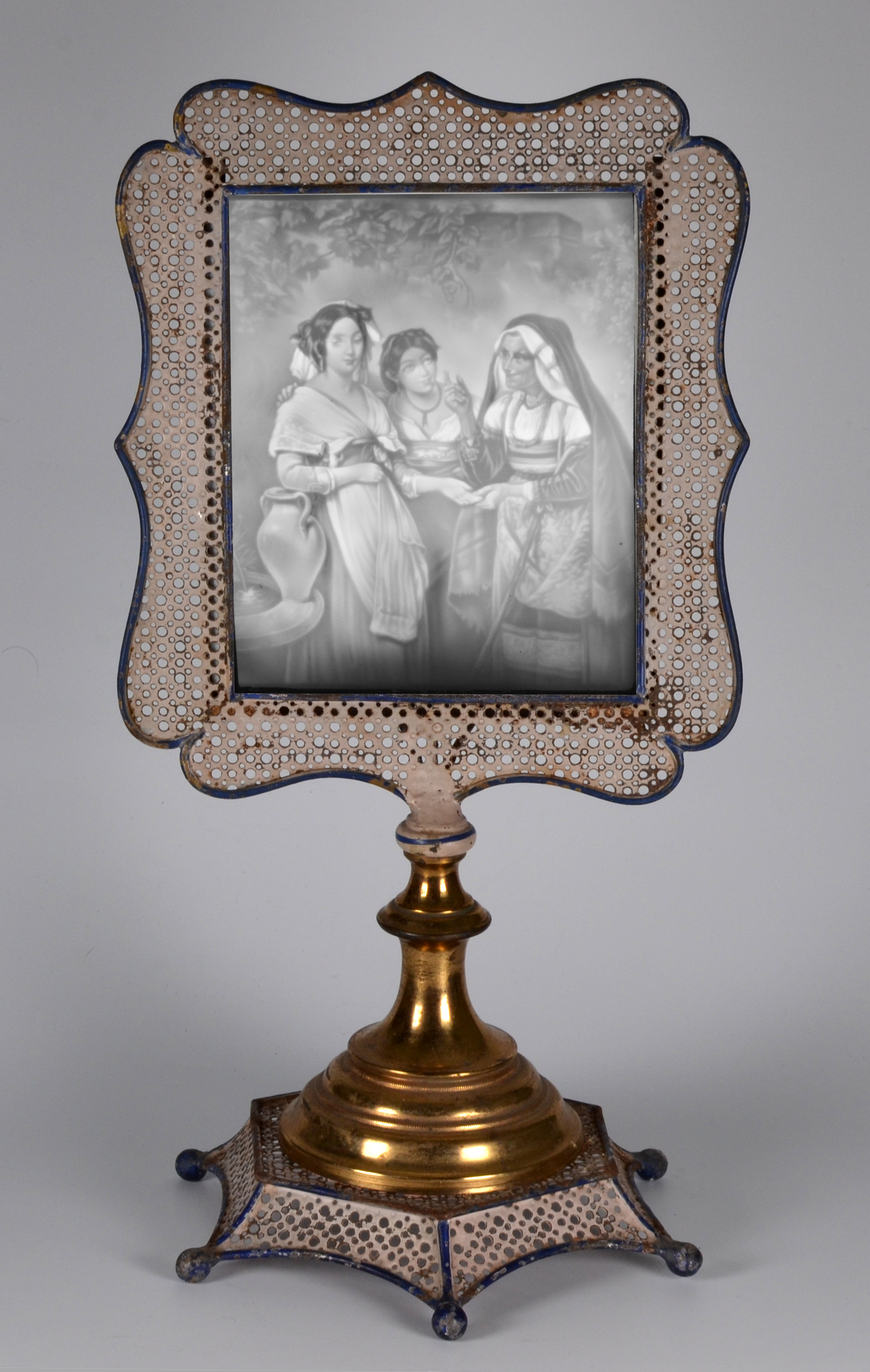
Lithophanie sur cadre.
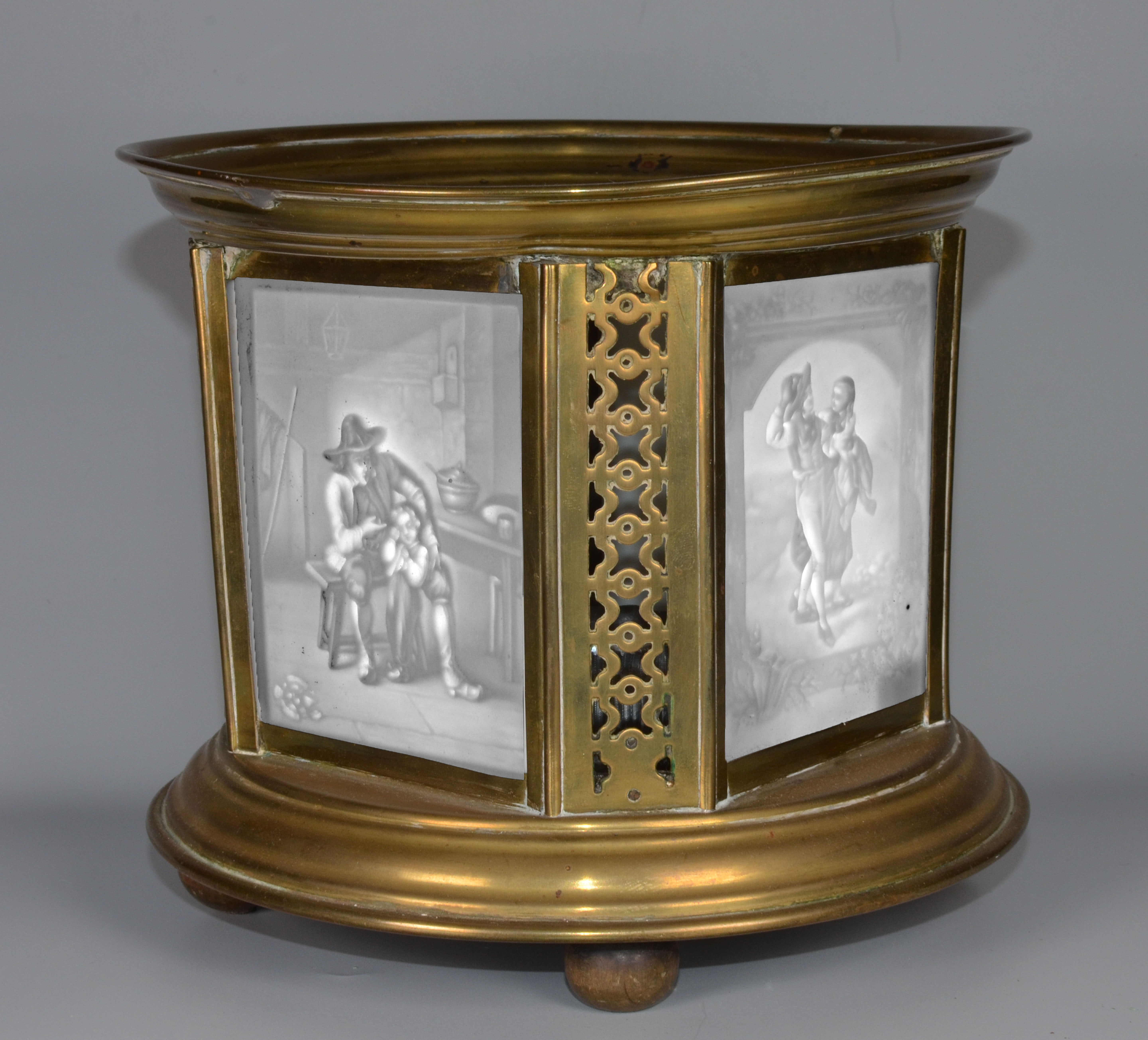
Photophore vitré de lithophanies.
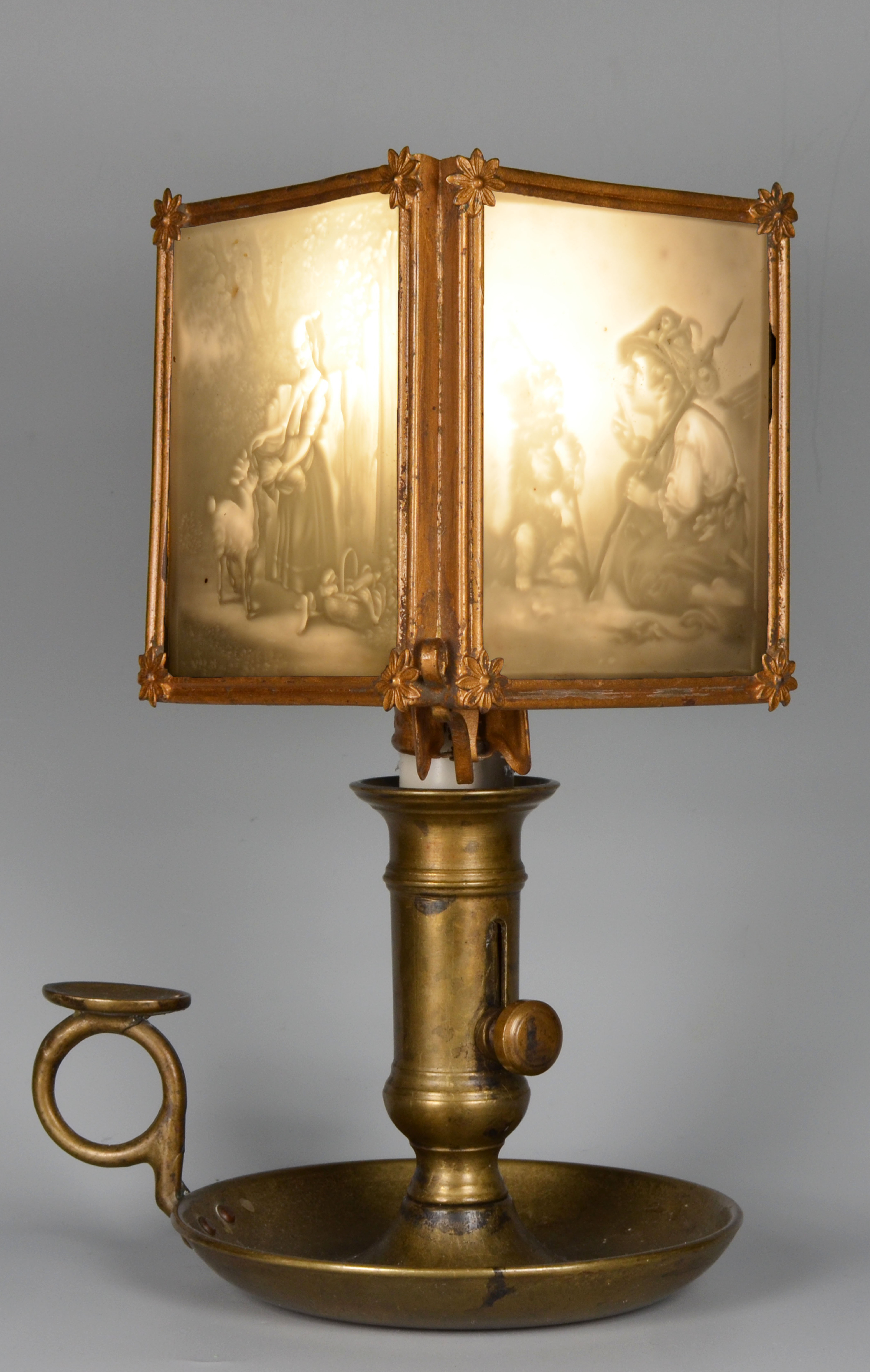
Lampe bougeoir avec des lithophanies.
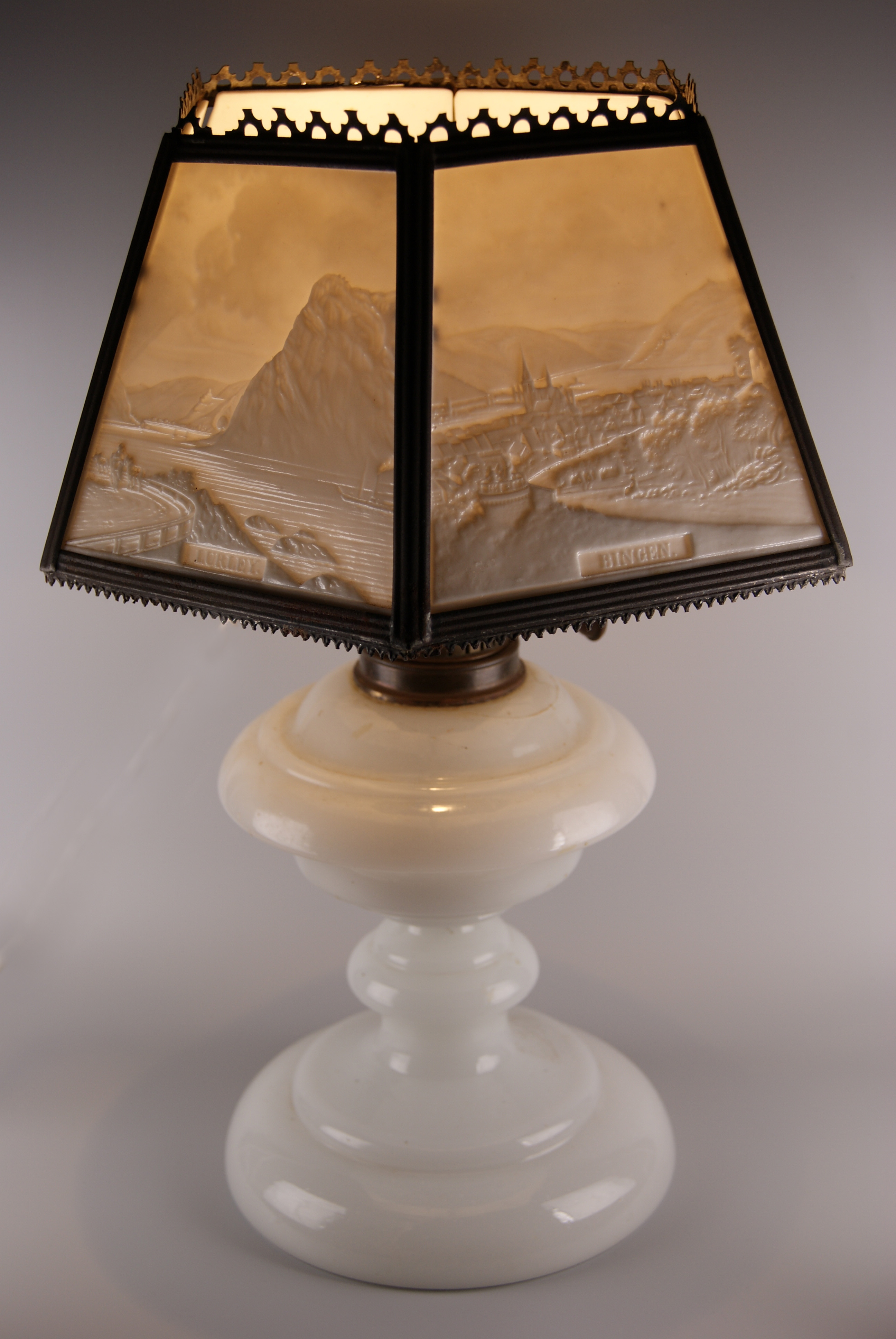
Éclairage avec des lithophanies.
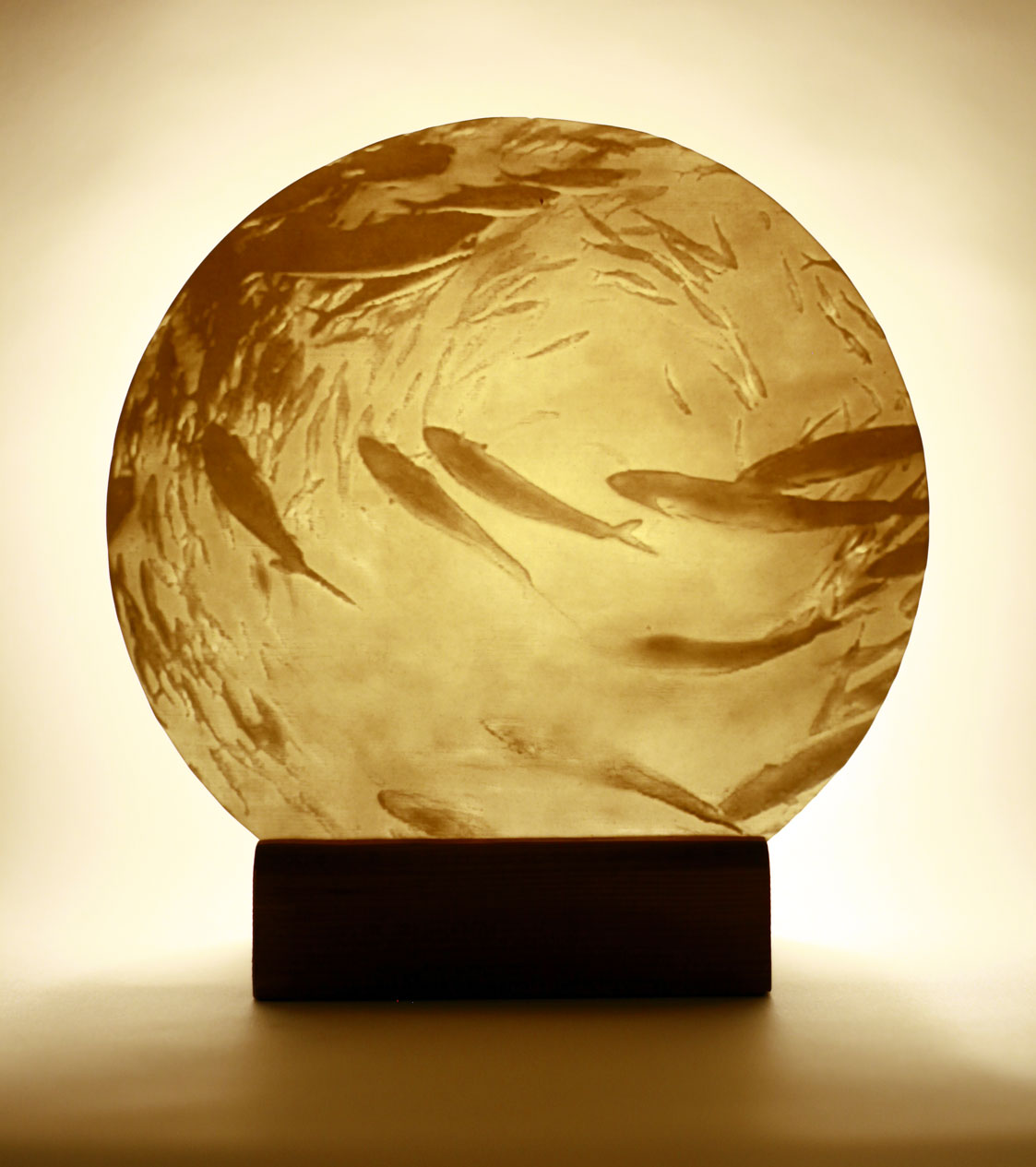
Éclairage globe en lithophanie.

## Regain d’intérêt grâce à l'impression 3D
L'accessibilité grandissante aux imprimantes 3D personnelles a remis ce procédé au goût du jour depuis 2015. Des programmes, souvent utilisables directement en ligne, permettent de générer des lithophanies à partir d'une image. Généralement, on téléverse son image, puis on indique diverses options comme la taille et la forme finale de la lithophanie, ou des traitements d'images légers comme une inversion des couleurs (pour inverser les zones en relief et ainsi le rendu final) ou des miroirs (permettant de soit montrer la surface rugueuse de la lithophanie, soit de la cacher du côté de la source lumineuse, présentant ainsi une surface plane à l’extérieur). Il ne reste plus dès lors qu'à télécharger l'objet généré, souvent optimisé pour l'impression 3D, et l'imprimer sur son matériel.